# Hydaticus finus
Hydaticus finus är en skalbaggsart som beskrevs av Watts 1978. Hydaticus finus ingår i släktet Hydaticus och familjen dykare. Inga underarter finns listade i Catalogue of Life.